# Oezbekistan op de Olympische Winterspelen 2014
Oezbekistan was een van de landen die deelnam aan de Olympische Winterspelen 2014 in Sotsji, Rusland.

## Deelnemers en resultaten
(m) = mannen, (v) = vrouwen 

### Alpineskiën
| Olympiër              | Onderdeel (deelname) | Resultaat | Prestatie                                                  |
| --------------------- | -------------------- | --------- | ---------------------------------------------------------- |
| Artem Voronov         | reuzenslalom (m)     | 67e       | 3.15,45 (+30,16) run 1: 1.37,09 (72e) run 2: 1.38,36 (68e) |
| Artem Voronov         | slalom (m)           | 39e       | 2.10,96 (+29,12) run 1: 1.00,42 (70e) run 2: 1.10,54 (40e) |
|                       |                      |           |                                                            |
| Kseniya Grigoreva (2) | reuzenslalom (v)     | 64e       | 3.11,54 run 1: 1.34,56 (67e) run 2: 1.36,98 (65e)          |
| Kseniya Grigoreva (2) | slalom (v)           |           | run 1: 1.07,77 (54e) run 2: DNF                            |

### Kunstrijden

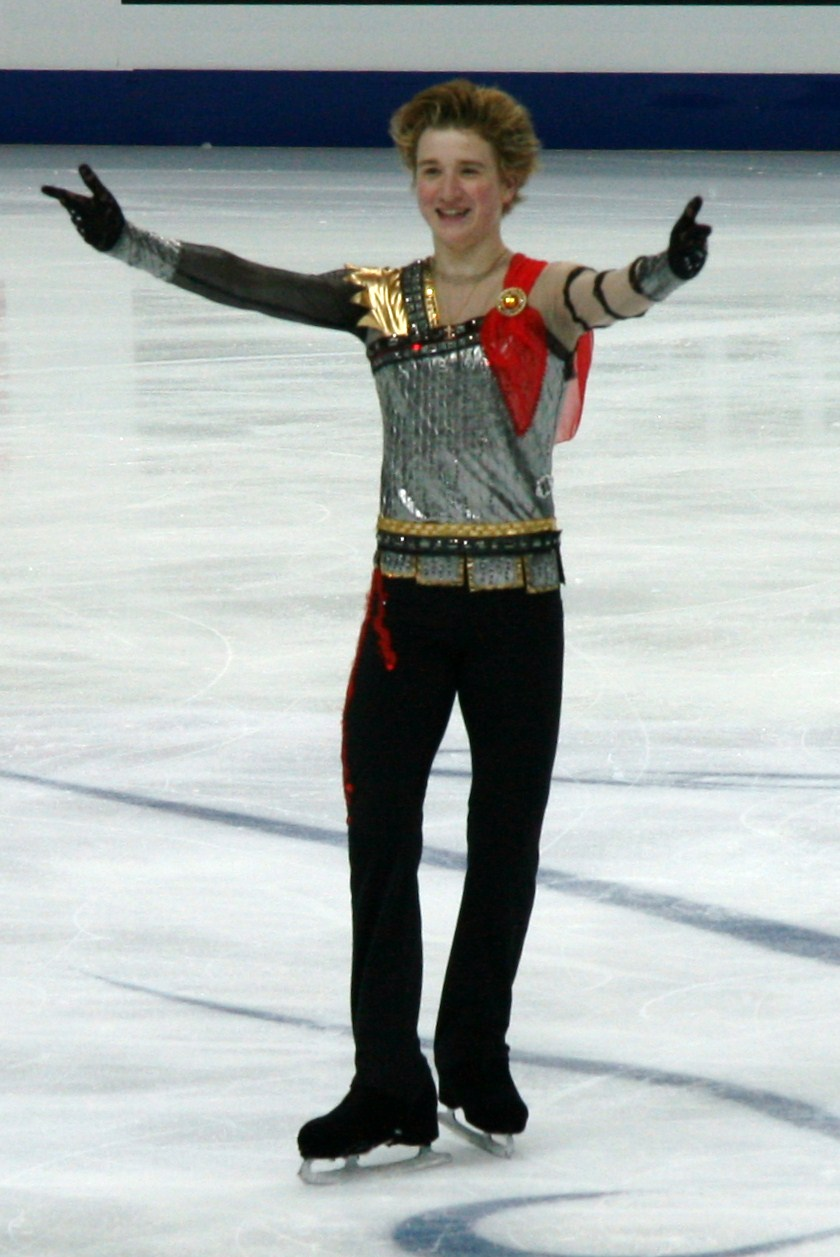
Misha Ge in actie (2011)

| Olympiër | Onderdeel | Resultaat | Prestatie                                    |
| -------- | --------- | --------- | -------------------------------------------- |
| Misha Ge | Mannen    | 17e       | 203.26 (korte kür: 68.07, vrije kür: 135.19) |